# Phalera olivapicata
Phalera olivapicata är en fjärilsart som beskrevs av Edward Alfred Cockayne 1942. Phalera olivapicata ingår i släktet Phalera och familjen tandspinnare. Inga underarter finns listade i Catalogue of Life.